# Geelpurperen spanner
De geelpurperen spanner (Idaea muricata) is een nachtvlinder uit de familie Geometridae (spanners). De voorvleugellengte bedraagt tussen de 8 en 10 millimeter. Hij overwintert als rups.

## Waardplanten
De geelpurperen spanner heeft als waardplanten diverse kruidachtige planten.

## Voorkomen in Nederland en België
De geelpurperen spanner is in Nederland en België een zeldzame soort, die verspreid over het hele gebied kan worden gezien. De vlinder kent één generatie die vliegt van halverwege juni tot in augustus.